# Relaciones Barbados-Canadá
Las relaciones Barbados-Canadá son las relaciones bilaterales entre Canadá y Barbados. En 1907, el Gobierno de Canadá abrió un Servicio de Comisionados Comerciales para la región del Caribe ubicado en Bridgetown, Barbados. Tras la independencia de Barbados del Reino Unido en noviembre de 1966, la Alta Comisión Canadiense se estableció en Bridgetown, Barbados, el 27 de septiembre de 1973. Hay una Alta Comisión de Barbados en Ottawa y un Consulado de Barbados en Toronto. En la actualidad, la relación entre ambas naciones se inscribe en parte en el marco más amplio de las relaciones entre Canadá y el Caribe. En 2014 se estimaba que hasta el 8% de las inversiones extranjeras canadienses en Barbados. Ambas naciones son miembros de la Mancomunidad de Naciones.

## Historia
Las relaciones entre Barbados y Canadá se remontan a finales del siglo XVII. Durante este periodo, Barbados y las actuales provincias de Canadá fueron una serie de posesiones coloniales de Gran Bretaña y Francia. En la mayoría de los primeros casos de comercio entre ambas regiones, Barbados y Canadá se encontraban en condiciones de cubrir nichos de mercado entre los mercados del otro. Los buques Bluenose fueron fundamentales para el comercio, ya que Barbados y otras islas exportaban su azúcar y ron a la zona de Canadá, a cambio Canadá exportaba bacalao salado y suministros de madera a las Antillas. Este comercio continuó durante varios años, pero los lazos acabaron desvaneciéndose a medida que la influencia de las Trece Colonias estadounidenses crecía en importancia para Canadá, Barbados y la región de las Indias Occidentales en general.
En 1907, el Gobierno de Canadá abrió su Servicio de Comisarios de Comercio a la región del Caribe. Estaba situado en los terrenos actuales del Hospital Queen Elizabeth de Bridgetown (Barbados). A principios del siglo XX, varias grandes instituciones financieras canadienses contemplaban la posibilidad de expandirse a las Antillas. El 16 de febrero de 1911, el Royal Bank of Canada inauguró su primera sucursal comercial en Barbados, luego, en 1920, el Canadian Imperial Bank of Commerce hizo lo mismo, y finalmente el Scotiabank siguió a los dos primeros en 1956.
En 1993-1994, Barbados entabló conversaciones con Canadá, Estados Unidos y México para adherirse al Tratado de Libre Comercio de América del Norte (TLCAN). Aunque posteriormente se abandonaron.

## Relaciones económicas
Una legión creciente de negocios y empresas canadienses han establecido operaciones ofreciendo servicios en Barbados. Barbados es uno de los mayores receptores de inversión extranjera directa canadiense.
Durante el V Baile Benéfico de Barbados celebrado en Canadá, David Thompson, Primer Ministro de Barbados y Ministro de Finanzas, anunció que los canadienses representan alrededor del 75% de la comunidad financiera internacional en Barbados. El Gobierno canadiense también ha desempeñado un papel fundamental en la continuidad del Banco de Desarrollo del Caribe, con sede en Barbados, desde su creación, y es un importante prestamista de la institución. El Gobierno de Barbados forma parte de la circunscripción del Gobierno de Canadá en el Fondo Monetario Internacional y el Banco Mundial.